# Курт Пленцат
Курт Пленцат (нім. Kurt Plenzat; 17 січня 1914, Інстербург — 17 листопада 1998, Кельн) — німецький льотчик-ас, лейтенант люфтваффе вермахту (1945), гауптман люфтваффе бундесверу. Кавалер Лицарського хреста Залізного хреста з дубовим листям.

## Біографія
1 квітня 1933 року вступив рядовим у 2-й піхотний полк. В 1939 році переведений в люфтваффе. В листопаді 1940 року зарахований в 2-гу ескадрилью, 2-ї ескадри пікіруючих бомбардувальників «Іммельманн». Перший бойовий виліт здійснив у квітні 1941 року під час Балканської кампанії. Учасник боїв над Критом і Родосом, а також німецько-радянської війни. Літак Пленцата був неодноразово збитий, двічі — за лінією фронту. В 1957 році вступив у ВПС ФРН. 31 березня 1971 року вийшов у відставку.

## Нагороди
- Нагрудний знак пілота
- Медаль «За вислугу років у Вермахті» 4-го класу (4 роки)
- Залізний хрест 2-го і 1-го класу
- Почесний Кубок Люфтваффе (14 жовтня 1941)
- Німецький хрест в золоті (9 квітня 1942)
- Лицарський хрест Залізного хреста з дубовим листям
  - лицарський хрест (19 вересня 1943) — перший кавалер серед унтер-офіцерів люфтваффе.
  - дубове листя (№712; 24 січня 1945) — за 1100 бойових вильотів.
- Авіаційна планка бомбардувальника в золоті з підвіскою «1200»
- Нарукавна стрічка «Крит»